# 티루말람바
티루말람바, 또는 오두바 티루말람바는 비자야나가라 시대 인도의 다재다능한 인물로, 시인, 음악가, 문법학자, 힌두교 학자로 활발히 활동했다. 그녀는 주로 아츄타 데바 라야 황제와 살라가 공주 바라담비카의 결혼식에 대한 카비야인 바라담비카 파리나야를 산스크리트어로 작곡한 것으로 알려져 있다. 이는 여성이 쓴 유일한 산스크리트어 로맨스였다. 또한 그녀는 많은 대본을 알고 있었으며 당대 가장 큰 단어를 만들었다.
그녀는 또한 바라담비카 파리나야의 에필로그에서 언급된 바와 같이 아츄타 황제의 황후가 되었다. 그녀는 "아츄타 라야 황제에 대한 가장 깊은 사랑의 확신과 전부이자 끝"으로 묘사되며, 다른 주요 자료들에 의해 입증되었다. 학자 락슈만 사루프 티루말람바가 칸치 비문에서 언급된 아추타 황제와 결혼한 판디아 봉신의 이름 없는 딸이라고 이론화했다.